# Arizona Stadium
O Arizona Stadium é um estádio localizado em Tucson, Arizona, Estados Unidos, possui capacidade total para 57.803 pessoas, é a casa do time de futebol americano universitário Arizona Wildcats football da Universidade do Arizona. O estádio foi inaugurado em 1929.